# Liste der Kulturdenkmale in Rottweil-Neukirch
In der Liste der Kulturdenkmale in Rottweil-Neukirch sind alle Bau- und Kunstdenkmale des Rottweiler Stadtteils Neukirch verzeichnet, die im „Verzeichnis der unbeweglichen Bau- und Kunstdenkmale und der zu prüfenden Objekte“ des Landesamts für Denkmalpflege Baden-Württemberg verzeichnet sind.
Diese Liste ist nicht rechtsverbindlich. Eine rechtsverbindliche Auskunft ist lediglich auf Anfrage bei der Unteren Denkmalschutzbehörde des Landkreises Rottweil erhältlich.

## Allgemein
- Bild: Zeigt ein ausgewähltes Bild aus Commons, „Weitere Bilder“ verweist auf die Bilder im Medienarchiv Wikimedia Commons.
- Bezeichnung: Nennt den Namen, die Bezeichnung oder die Art des Kulturdenkmals.
- Lage: Straßenname und Hausnummer oder Flurstücknummer des Kulturdenkmals, gegebenenfalls auch den Ortsteil. Die Grundsortierung der Liste erfolgt nach dieser Adresse. Der Link (Karte) führt zu verschiedenen Kartendiensten mit der Position des Kulturdenkmals. Fehlt dieser Link, wurden die Koordinaten noch nicht eingetragen. Sind diese bekannt, können sie über ein Tool mit einer Kartenansicht einfach nachgetragen werden. In dieser Kartenansicht sind Kulturdenkmale ohne Koordinaten mit einem roten bzw. orangen Marker dargestellt und können durch Verschieben auf die richtige Position in der Karte mit Koordinaten versehen werden. Kulturdenkmale ohne Bild sind an einem blauen bzw. roten Marker erkennbar.
- Datierung: Baubeginn, Fertigstellung, Datum der Erstnennung oder grobe zeitliche Einordnung entsprechend des Eintrags in der zuständigen Denkmaldatenbank (Landesamt für Denkmalpflege Baden-Württemberg).
- Beschreibung: Kurzcharakteristik des Kulturdenkmals.

## Neukirch
| Bild           | Bezeichnung                          | Lage                                        | Datierung | Beschreibung | ID |
| -------------- | ------------------------------------ | ------------------------------------------- | --------- | ------------ | -- |
|                | Wallfahrtskapelle St. Maria im Tann  | Neukirch, Auchten I                         |           |              |    |
|                | Kreuzweg                             | Neukirch, Friedhofweg (Karte)               |           |              |    |
|                | Gefallenendenkmal                    | Neukirch, bei Friedhofweg 21                |           |              |    |
|                | Friedhofskreuz                       | Neukirch, bei Friedhofweg 21                |           |              |    |
|                | Quergeteiltes Einhaus                | Neukirch, Im Winkel 1 (Karte)               |           |              | BW |
| Weitere Bilder | Pfarrhaus                            | Neukirch, Im Winkel 5 (Karte)               |           |              |    |
| Weitere Bilder | Kath. Pfarrkirche St. Peter und Paul | Neukirch, Im Winkel 7 (Karte)               |           |              |    |
|                | Gefallenendenkmal                    | Neukirch, bei Im Winkel 7 (Karte)           |           |              |    |
|                | Doppelgehöft                         | Neukirch, Im Winkel 8, 10 (Karte)           |           |              |    |
|                | Wegkreuz                             | Neukirch, K5550/Fünf Mannsmahd              |           |              |    |
|                | Wegkreuz                             | Neukirch, K5550/Malbenfeld                  |           |              |    |
|                | Pfarrscheune                         | Neukirch, Kirchweg 1 (Karte)                |           |              |    |
|                | Effinger Kreuz                       | Neukirch, bei Kirchweg 3                    |           |              |    |
|                | Dreifaltigkeitskapelle               | Neukirch, Vaihingerhof 20 (Karte)           |           |              | BW |
|                | Schafstall                           | Neukirch, Vaihingerhof 28, 30 (Karte)       |           |              | BW |
|                | Quergeteiltes Einhaus                | Neukirch, Zepfenhaner Straße 6 (Karte)      |           |              |    |
|                | Quergeteiltes Einhaus                | Neukirch, Zepfenhaner Straße 7, 7/1 (Karte) |           |              |    |
| Weitere Bilder | Sebastianskapelle                    | Neukirch, Zepfenhaner Straße 38 (Karte)     |           |              |    |
|                | Wegkreuz                             | Neukirch, bei Zepfenhaner Straße 38 (Karte) |           |              |    |